# Тритони (Трапани)
Тритони је насеље у Италији у округу Трапани, региону Сицилија.
Према процени из 2011. у насељу је живело 4 становника. Насеље се налази на надморској висини од 6 м.